# Demultiplekser

Symbol graficzny demultipleksera

Demultiplekser (w skrócie DMUX) – układ kombinacyjny, posiadający jedno wejście {\displaystyle x,} {\displaystyle n} wejść adresowych (sterujących {\displaystyle a_{0},a_{1},\dots ,a_{n-1}}) oraz {\displaystyle k} wyjść danych ({\displaystyle y_{0},y_{1},\dots ,y_{k-1},} zazwyczaj {\displaystyle k=2^{n}}), którego działanie polega na przekazaniu sygnału z wejścia {\displaystyle x} na jedno z wyjść {\displaystyle y_{i}.}
Wyjście, dla danych wejściowych {\displaystyle x,} jest określane przez podanie jego numeru na linie adresowe {\displaystyle a_{0},a_{1},\dots ,a_{n-1}.} Na pozostałych wyjściach jest ustalany stan zera logicznego. Zazwyczaj spotykane są demultipleksery o wyjściach zanegowanych, czyli na wybranym wyjściu pojawi się stan {\displaystyle \neg x,} a na wszystkich pozostałych logiczna „1”. Demultipleksery o wyjściach prostych są znacznie rzadziej stosowane.
Jeśli na wejście strobujące/zegarowe (zegar (generator)) (blokujące, ang. strobe) {\displaystyle S} podane zostanie logiczne „0”, to wyjścia {\displaystyle y_{i}} przyjmują określony stan logiczny (zwykle zero dla demultiplekserów o wyjściach prostych), niezależny od stanu wejścia {\displaystyle x} oraz od wejść adresowych A.
Układem wykonującym funkcje odwrotne do demultipleksera jest multiplekser.